# Campionato Africano 2019 (hockey su pista)
Il Campionato Africano di hockey su pista 2019 (in inglese 2019 Roller Hockey African Championship) è stata la prima edizione della massima competizione africana per le rappresentative di hockey su pista maschili maggiori e fu organizzata da World Skate Africa. La competizione si svolse dall'8 al 10 marzo 2019 a Luanda in Angola. 
La vittoria finale è andata alla nazionale dell'Angola che si è aggiudicata il torneo per la prima volta nella sua storia.

## Formula
Il Campionato Africano 2019 vide la partecipazione di tre nazionali africane. La manifestazione fu organizzata tramite un girone all'italiana con gare di sola andata; erano assegnati tre punti per l'incontro vinto, un punto a testa per l'incontro pareggiato e zero la sconfitta. Al termine del torneo la squadra prima classificata venne proclamata campione d'Africa.

## Squadre partecipanti
| Squadra   | Partecipazioni precedenti al torneo |
| --------- | ----------------------------------- |
| Angola    | Esordiente                          |
| Egitto    | Esordiente                          |
| Mozambico | Esordiente                          |

Nota bene: nella sezione "partecipazioni precedenti al torneo" le date in grassetto indicano la squadra che ha vinto quell'edizione del torneo

## Svolgimento del torneo

### Classifica finale
| Pos | Squadra   | Pt | G | V | N | P | GF | GS | DG  |
| --- | --------- | -- | - | - | - | - | -- | -- | --- |
| 1.  | Angola    | 6  | 2 | 2 | 0 | 0 | 35 | 3  | +32 |
| 2.  | Mozambico | 3  | 2 | 1 | 0 | 1 | 15 | 7  | +8  |
| 3.  | Egitto    | 0  | 2 | 0 | 0 | 2 | 2  | 42 | -40 |

### Risultati
| Data     | Ora | Gara      | Gara | Gara      |
| -------- | --- | --------- | ---- | --------- |
| 8 marzo  |     | Angola    | 30-0 | Egitto    |
| 9 marzo  |     | Egitto    | 2-12 | Mozambico |
| 10 marzo |     | Mozambico | 3-5  | Angola    |